# Hymenostomum flavescens
Hymenostomum flavescens là một loài rêu trong họ Pottiaceae. Loài này được E. Britton mô tả khoa học đầu tiên năm 1920.